# Tora Vega Holmström
Pour les articles homonymes, voir Holmström.
Tora Vega Holmström, née le 2 mars 1880 à Tottarp en Scanie et morte le 28 janvier 1967 à Lund, est une peintre suédoise.

## Biographie
Tora Vega Holmström grandit avec cinq frères et sœurs à l'école Hvilan Community College à Åkarp, dirigée par ses parents. Dans ce qui est le premier collège communautaire de Suède, la jeune femme trouve un environnement intellectuellement dynamique propice aux débats de société. 
La peintresse étudie de 1900 à 1902 à l'Académie Valand de Göteborg. Elle y est admise grâce à sa sœur, qui envoie ses dessins à Carl Wilhelmson, artiste et directeur de l'école de peinture. Bien que conscient du talent de Tora Vega Holmström, le peintre suédois répond dans sa lettre : « [...] cependant, elle a une chose contre elle : son sexe. Car jamais une femme ne peut devenir une artiste à encourager et Dieu nous préserve pour ceux que nous avons déjà. ». 
Tora Vega Holmström effectue plusieurs voyages en France, en Finlande, en Angleterre, aux Pays-Bas, en Belgique et en Algérie. C'est d'ailleurs sur le Vieux-Port de Marseille qu'elle rencontre l'une de ses modèles favorites. Pendant ses études, elle se lie d'amitié avec deux autres artistes suédoises, Adelheid von Schmiterlöw et Hanna Borrie. Sous le nom de groupe Trois Mousquetaires, elles créent un réseau d'artistes femmes, et organisent un voyage prolongé à Paris en 1907. Tora Vega Holmström travaille particulièrement avec Ester Almqvist, Ellen Trotzig (en), et à l'étranger avec María Gutiérrez Blanchard.
L'artiste est connue pour avoir peint des portraits, des natures mortes et des paysages de Scanie. Dans les années 1910, Tora Vega Holmström découvre le motif de la paysanne de Scanie, qui devient central dans son œuvre. Le modèle original est la belle-mère de son frère, qui se distingue par son attitude fière. Tora Vega Holmström travaille principalement la peinture à l'huile et le pastel. À ses débuts, sa peinture est influencée par le romantisme national, puis par le modernisme du début du XXe siècle avec des traits cubistes, expressifs et parfois surréalistes. Sa rencontre avec le théoricien de la couleur Adolf Hölzel, à Dachau, est décisive dans sa conception scientifique de la couleur et des contrastes.
En 1914, Tora Vega Holmström présente une dizaine d'œuvres à l'Exposition balte de Malmö. La vigueur de son style et l'audace de ses couleurs attisent les critiques, qui les jugent brutales et « insuffisamment féminines ».
Par l'initiative de Hanna Larsdotter, qui invite des artistes et des écrivains dans son château, l'artiste rencontre Rainer Maria Rilke. Si leur correspondance épistolaire dure plusieurs années, seule une des lettres de Tora Vega Holmström nous est parvenue. Les vingt-huit lettres de Rilke témoignent de leurs courtes réunions et de leurs discussions autour de Goethe et de la théorie des couleurs.
La peintresse choisit de ne jamais se marier ni d'avoir des enfants, ce qui lui confère un statut d'artiste professionnelle toute sa vie.

## Œuvres
- Étrangers, 1913-14, Moderna Museet.
- Le cavalier, 1921, Moderna Museet.
- María Blanchard, 1921, Moderna Museet.
- Madone espagnole, 1931, Moderna Museet.
- Cilia, la tisserande, 1937, Moderna Museet.

## Expositions personnelles et rétrospectives
- Exposition balte, du 15 mai au 4 octobre 1914, Malmö.
- Galerie Gummesons, 1918, Stockholm[6].
- Tora Vega Holmström, Je désire partout dans le monde, du 6 juin 2014 au 31 août 2014, Malmö. Collaboration du Malmö Konstmuseum et du Moderna Museet Malmö. Cecilia Widenheim (directrice, Malmö Konstmuseum) en association avec Birgit Rausing (historienne de l'art et écrivaine) et Greta Burman (conservatrice, Moderna Museet Malmö).
- (sv) Birgit Rausing, Tora Vega Holmström, Suède, Rabén & Sjögren, 1er janvier 1981, 264 p. (ISBN 9129553806).